# Contea di Honolulu
La contea di Honolulu (in inglese Honolulu County o City and County of Honolulu) è una contea dello Stato delle Hawaii, negli Stati Uniti. Honolulu ne è la sede.
L'amministrazione della contea è tutt'uno con quella della città di Honolulu secondo il modello della cosiddetta consolidated city-county. Formalmente Honolulu è un census-designated place, privo di un’amministrazione comunale come tutte le località delle Hawaii.

## Geografia fisica
La contea di Honolulu, nell'arcipelago delle isole Hawaii, comprende l'intera isola di Oahu, compresa Honolulu, e altre isole minori, comprese le isole Hawaii nordoccidentali tranne l'Atollo di Midway.
Lo United States Census Bureau certifica che l'estensione della contea è di 5 509 km², di cui 1 554 km² su terraferma.
A Honolulu si trova la sede dell'Università delle Hawai'i.

### Contee confinanti
- Contea di Maui - sud-est
- Contea di Kauai - nord-ovest

### Aree protette
- James Campbell National Wildlife Refuge
- Oʻahu Forest National Wildlife Refuge
- Papahānaumokuākea Marine National Monument
- Pearl Harbor National Wildlife Refuge
- Memoriale USS Arizona

## Census-designated place
| - ʻĀhuimanu - ʻAiea - East Honolulu - East Kapolei - ʻEwa Beach - 'Ewa Gentry - ʻEwa Villages - Hālawa - Haleʻiwa - Hauʻula - Helemano - Heʻeia - Hickam Air Force Base - Honolulu | - Iroquois Point - Kaʻaʻawa - Kahaluʻu - Kahuku - Kailua - Kalaeloa - Kāneʻohe - Kaneohe Base - Kapolei - Kawela Bay - Ko Olina - Lāʻie - Māʻili - Mākaha | - Mākaha Valley - Makakilo - Maunawili - Mililani Mauka - Mililani Town - Mokulēʻia - Nānākuli - Ocean Pointe - Pearl City - Punaluʻu - Pūpūkea - Royal Kunia - Schofield Barracks - Wahiawā | - Waiāhole - Waialua - Waiʻanae - Waikāne - Waikele - Waimalu - Waimānalo Beach - Waimānalo - Waipahu - Waipiʻo Acres - Waipiʻo - Wast Loch Estate - Wheeler Army Airfield - Whitmore Village |